# 孟王后
孟王后（?—?），北凉武宣王沮渠蒙逊的王后。史书对孟王后的记载只有一个片段，玄始二年（413年）四月，孟王后作为河西王沮渠蒙逊的王后，破获了宦官王怀祖对沮渠蒙逊的刺杀预谋。史书没有明确记载孟王后是否是沮渠蒙逊前两个世子沮渠興國和沮渠菩提的生母，但她不应是沮渠牧犍的生母。
沮渠牧犍在位时有一个王太后，但史书没有记载她的姓氏，可能是孟王后，也有可能是沮渠牧犍的生母。如果沮渠牧犍的太后是孟王后，那么在姑臧（今甘肃武威）陷落后，沮渠牧犍被北魏俘虏，北凉灭亡，孟王后就去世在北魏的都城平城（今山西大同），但北魏太武帝仍把她以王后的礼仪安葬。
| 前任者： 后凉石王后   | 北凉王后 401年—433年？ | 繼任者： 李王后 |
| 前任者： 南凉折掘王后 | 北凉王后 401年—433年？ | 繼任者： 李王后 |